# Саутваркський міст
Саутваркський міст, або Саутверкський міст (англ. Southwark Bridge) — арковий міст в Лондоні через річку Темзу, який з'єднує район Саутварк з Сіті. Сучасний міст, побудований за проєктом Ернста Джорджа, введено в експлуатацію у 1921 році, до того тут стояв чавунний арковий міст, побудований у 1814—1819 роках за проєктом Джона Ренні, відомий тим, що його середня аркова прогонова будова, маючи довжину 73 м, була найдовшою чавунною прогоновою будовою з будь-коли побудованих.
Сучасний міст являє собою міст з 5 прогонами, перекритими сталевими арковими прогоновими будовами, встановленими на 4 гранітні опори. Кожна з 5 прогонових будов складається з 7 ребер. Довжина мосту становить 243,8 м, ширина мостового полотна 16,8 м, головний прогін має довжину 73,2 м.
За винятком випадків, коли інші мости закривають для тимчасового ремонту, на цьому мосту спостерігається найменший транспортний потік з усіх мостів через Темзу в Лондоні.

## Історія

### Перший міст

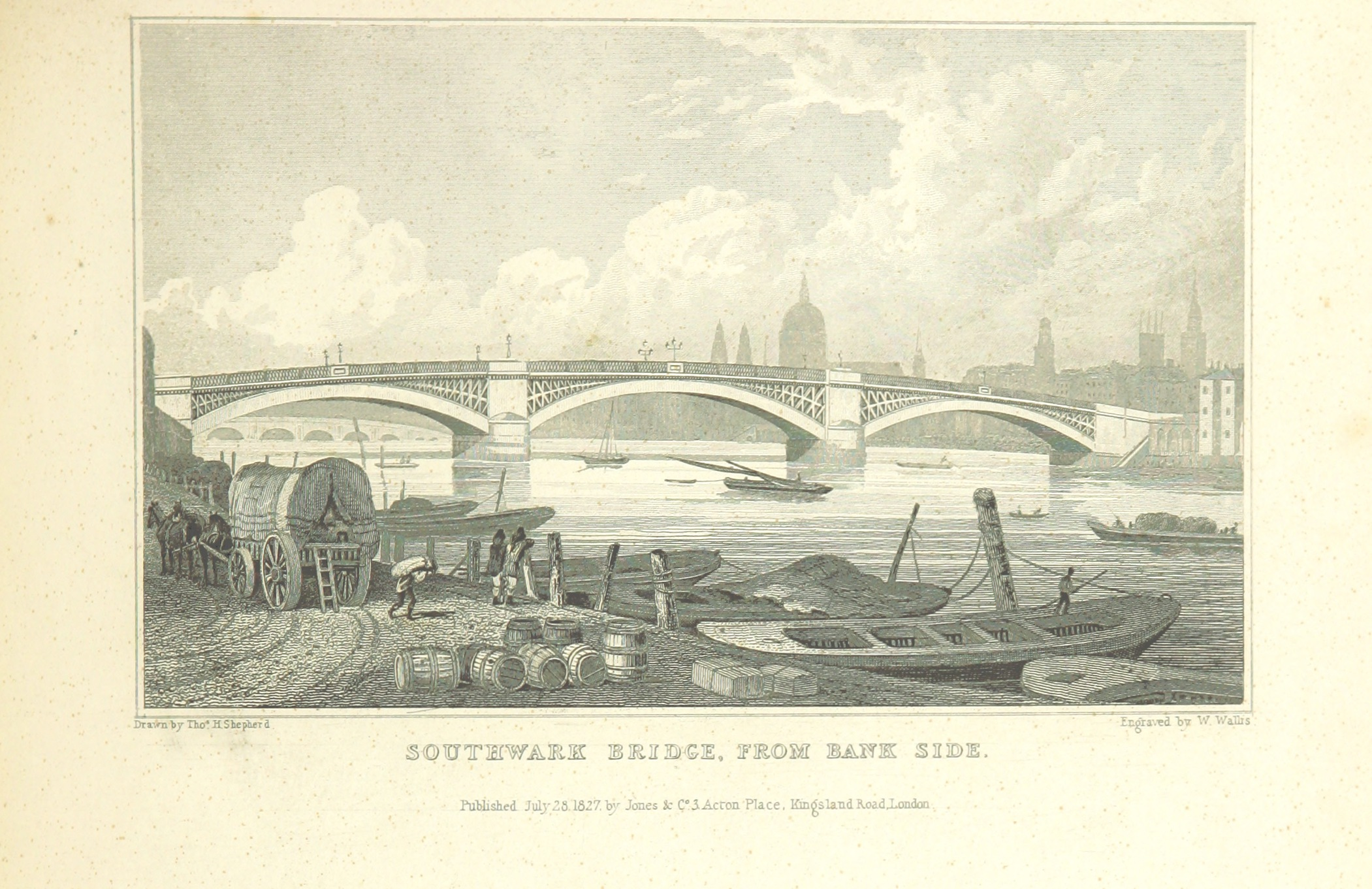
Перший Саутваркський міст. 1814—1913.

Перший Саутваркський міст на місці теперішнього мосту було побудовано у 1814—1819 роках за проєктом Джона Ренні. Міст належав до найбільших чавунних аркових мостів. Він мав 3 прогони, завдяки середній арці завдовжки 240 футів (73,15 м) це був міст з найбільшою в світі чавунною аркою, бокові арки мосту були по 210 футів (64 м). Ширина мостового полотна становила 42 фути (12,8 м). Відстань від води до арки за найвищих піднять води напровесні становила 42 фути (12,8 м). При спорудженні цього мосту вперше було застосовано парові насоси для водовідливу з перегаток.
Білль щодо будівництва мосту за чверть милі на захід від Лондонського мосту було прийнято у травні 1811 року, однак роботи розпочалися 1813 року. Міст урочисто відкрили опівночі 24 березня 1819 року. Проїжджа частина спиралася на кам'яні опори, встановлені на дерев'яних палях. Дж. Ренні використав при будівництві мосту новий і вдалий принцип будівництва чавунних мостів, а саме утворення аркових ребер мосту складанням один до одного чавунних порожнистих коробок з утворенням перемичок (вусуарів), як це робиться при зведенні кам'яних мостів. Для з'єднання чавунних елементів використовувалися не болти, а з'єднання типу ластівчиний хвіст і довгі чавунні клини. Довжина мосту становила 700 футів (213 м), вага чавунних конструкцій становила 5700 т. Цей міст був знаний як «міст по вулиці Королеви» (англ. Queen Street Bridge) та як «залізний міст» (на відміну від кам'яного Лондонського моста). До 1864 року за прохід мостом стягувалася плата у розмірі 1 пенні, тому проїзд по ньому довгий час був не дуже популярним на відміну від безкоштовних мостів.

### Другий міст
Сучасний Саутварський міст було побудовано на місці старого протягом 1913—1921 років за проєктом архітектора Ернста Джорджа (англ. Ernest George) та інженера Базиля Мотта (англ. Basil Mott) і відкрито 6 червня 1921 року. Будівництво нового мосту було викликане тим, що на початок 20 століття старий міст вже був завузький для зростаючого транспортного потоку.
Новий міст був спроєктований таким чином, щоб він мав 5 прогонів, аби його опори вирівнялися з опорами сусідніх мостів — Блекфрайерс і Лондонського — для полегшення навігації. Під час будівництва мосту для збереження транспортних потоків між берегами й по воді було збудовано 2 тимчасових моста, розташованих по обидва боки нового моста, що зводився. По тимчасових мостах були прокладені електричні кабелі й газопроводи. Старий міст було повністю розібрано, в тому числі його опори, каміння з яких було використано для спорудження нових опор.
Міст було капітально відремонтовано протягом 3 років і він знову був відкритий у червні 2009 року. Вартість ремонту становила 2,5 мільйона фунтів стерлінгів. Під час ремонту було використано 1000 т абразивів для очищення мосту від старої фарби і 13 000 л фарби для пофарбування його у традиційні зелений і жовтий кольори.

## Виноски
1. 1 2 3 4 5 6   Southwark bridge. www.ice.org.uk. Institution of Civil Engineers. Процитовано 25 січня 2020. (англ.)
2. 1 2 3 4   Old Southwark Bridge. www.southwarkbridge.co.uk. Harris Digital Productions. Процитовано 19 січня 2020. (англ.)
3. ↑   Таненбаум А. Мост // Энциклопедический словарь Брокгауза и Ефрона : в 86 т. (82 т. и 4 доп. т.). — СПб., 1890—1907. — Т. XX. — С. 26—40. (рос. дореф.)